# Homaranismo

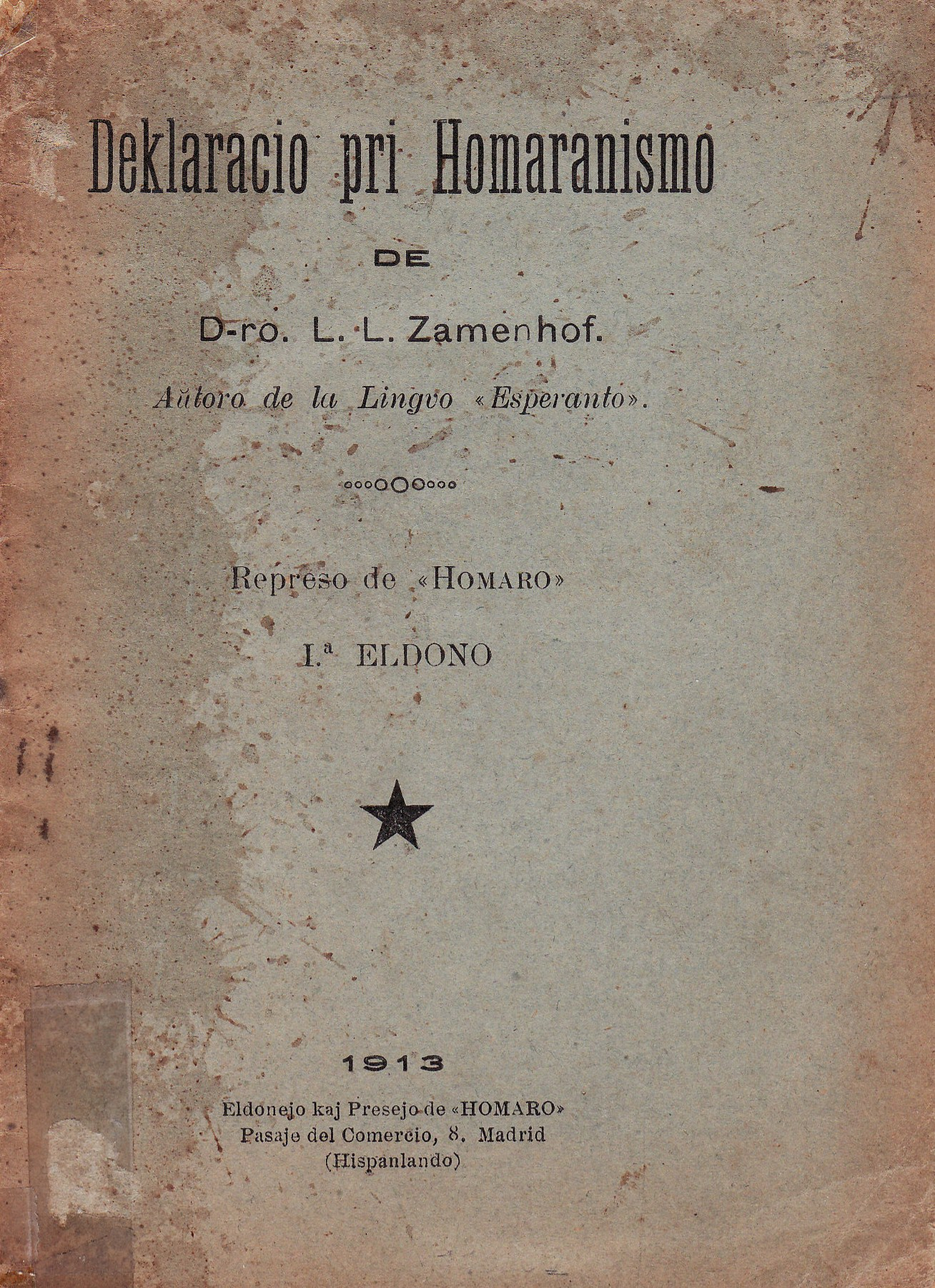
Dichiarazione sopra l'Umanitarismo

L'Homaranismo deriva dalla parola Homaro che in Esperanto significa Umanità e si potrebbe tradurre in italiano con il termine Umanitarismo.
Homaranismo è il nome che l'ideatore dell'Esperanto, L. L. Zamenhof, dette a partire dal 1906 ad una sua propria interpretazione della dottrina filosofico-religiosa ebraica dell'Hilelismo da lui abbracciata a partire dal 1901.
Secondo il dizionario La Plena Vortaro de Esperanto: "Dottrina secondo cui ogni uomo dovrebbe guardare e amare ogni altro come proprio fratello". L'homaranismo non è una religione, ma una serie di principi laici riguardo alla libertà di espressione e la promozione dei diritti: secondo il suo ideatore, in pieno spirito positivista, parallelamente all'uso dell'esperanto come veicolo di comunicazione internazionale, si sarebbe potuta costituire una base comune per la convivenza pacifica tra popoli e religioni senza necessariamente la conversione ad una religione unica, semplicemente mettendo in evidenza le parti dove ogni grande religione è d'accordo.

## Aspetti generali
La dottrina dell'Homaranismo si ispira alla corrente filosofica ebraica dell'Hilelismo, inizialmente abbracciata da Zamenhof: egli infatti intorno al 1900 pubblicò un libretto anonimo dove descriveva gli aspetti fondamentali dell'Hilelismo, successivamente un altro volantino 1906 dove utilizzava già il nome di Homaranismo.
I due progetti di fratellanza umana - i cui tratti possiamo rintracciare ne "la Espero" - teorizzati da Zamenhof si differenziano tra loro per le comunità a cui essi si rivolgono: mentre il primo è stato pensato per gli ebrei, il secondo “riguarda tutti i popoli e le religioni”.
Il primo passo in direzione dell'Homanarismo fu compiuto durante il Congresso di Boulogne, quando Zamenhof, recitando la "Preghiera sotto la bandiera verde", invitò i presenti, cristiani, ebrei e musulmani, a superare ogni integralismo ed a riconoscere i valori comuni al di là dei differenti riti. Egli preferì, tuttavia, non recitare l'ultima strofa, che richiama la parabola dei tre anelli di Gotthold Ephraim Lessing, su insistenza dei suoi amici: era ancora forte l'antisemitismo legato all'affare Dreyfus.
Il cambio di nome segna definitivamente la volontà da parte di Zamenhof di prendere le distanze dalle tradizioni ebraiche e rendere il concetto perfettamente neutrale, seguendo il modello della sua lingua neutrale voleva creare una religione che fosse la "religione dell'umanità".
Per questo motivo Zamenhof usava anche la parola "Neutralismo" come sinonimo di "Homaranismo" e "Neutralista" come sinonimo di "Homaranista" (in esperanto: Homarano).
L'approssimarsi della prima guerra mondiale indusse Zamenhof a pubblicare nel maggio del 1913 una seconda edizione del suo opuscolo, chiarendo alcune ambiguità (nel testo scompare la parola “popolo”) e dando la sua soluzione per scongiurare il conflitto: “tutte le terre appartengono né a questa né a quella gente, ma, allo stesso modo, a tutti i suoi abitanti, senza distinzione di lingua, religione o gruppo sociale”. I medesimi principi saranno riproposti anche nell'appello ai diplomatici, pubblicato in inglese e in esperanto alla fine del 1915, in cui l'autore si schierò a fianco delle minoranze etniche e religiose, sottolineando che “Ogni paese deve appartenere moralmente e materialmente a tutti i suoi abitanti naturali e naturalizzati, qualsiasi sia la loro lingua, religione o supposta provenienza.

## Il Manifesto
Egli sostiene questa idea nella "Dichiarazione riguardo l'Homaranismo" (Deklaracio pri Homaranismo), che può essere considerato il manifesto del movimento, e in altri scritti minori.
I punti più caratteristici ed importanti della "Dichiarazione" sono i primi due:
(Zamenhof)
(Zamenhof)

## L'Evoluzione del movimento
Johannes Dietterle, autore della più completa raccolta delle opere di Zamenhof ci racconta ( "Originala Verkaro de Zamenhof" pp. 313–343): "L'ideale molto nobile dell'Homaranismo lo occupò per tutta la vita, e mi sembra che per lui la cosa fosse ancora più importante dell'intera idea della lingua internazionale, che evidentemente gli serviva solamente come strumento per raggiungere quell'obiettivo ideale che lui esprimeva con due parole, tra loro quasi sinonimi,  quali "Hilelismo" e "Homaranismo"."
Per diversi motivi cominciò a temere di pubblicare le sue idee a suo nome:
1. Per la situazione politica nella Russia di allora.
2. Perché prevedeva attacchi e critiche da parte di coloro che sostenevano la sua idea di lingua.
3. Voleva che queste rimanessero due idee separate, senza dover apportarvi modifiche perché potessero collimare insieme.

Zamenhof non riuscì a fondare il suo movimento a favore dell'Homaranismo, contrastato anche dallo scoppio della guerra; tuttavia incontrò molte persone, principalmente tra i pacifisti, che simpatizzavano con i suoi ideali.
Alcune delle idee espresse da Zamenhof saranno riproposte in manifesti politici, come alcuni punti del Manifesto di Ventotene, o movimenti religioso/filosofici quale il Bahá'í, credo abbracciato successivamente da Lidia Zamenhof, figlia di Ludovico Zamenhof.